# Répliques
Pour l’article ayant un titre homophone, voir Réplique.
Répliques est une émission de radio diffusée depuis 1985 sur France Culture, créée et produite par Alain Finkielkraut et actuellement réalisée par Didier Lagarde avec la collaboration d'Anne-Catherine Lochard.

## Historique
L'émission est diffusée chaque semaine, depuis le 21 septembre 1985, sur le créneau horaire occupé précédemment par l'émission Le monde contemporain qui opposait le communiste Francis Crémieux et le gaulliste Jean de Beer. À l'origine animée en commun avec Gilles Anquetil, l'émission est conduite exclusivement par Alain Finkielkraut depuis septembre 1986. L'émission est devenue hebdomadaire en janvier 1987. Depuis lors, elle n'a été interrompue que pour des problèmes de santé de son producteur, pendant quatre mois en 2008, donnant lieu à la présentation de quelques émissions par Florian Delorme, et pour trois mois en 2021-2022. En trois décennies, Alain Finkielkraut a enregistré plus de 1 300 émissions et reçu plus de 2 000 invités. L'émission fait partie des plus téléchargées en podcast de France Culture avec 262 630 occurrences en janvier 2015 ; elle a réuni 319 000 auditeurs hebdomadaires.

## Principe de l'émission
L'émission offre une conversation libre et prolongée sur des problèmes philosophiques, sociaux, historiques, politiques ou littéraires ainsi que sur des questions d'actualité, souvent en lien avec la publication d'ouvrages par les invités.

« Contre le culte de l'immédiat, l'éternel présent et l'obsession de l'urgence, [Alain Finkielkraut] avait envie de célébrer et pratiquer les vertus du décalage. »

Pour Alain Finkielkraut, « le maître secret de Répliques, son guide intérieur, c'est Montaigne », et la devise de l'émission pourrait être cette phrase tirée des Essais de Montaigne : 

« Quand on me contrarie, on éveille mon attention et non pas ma colère. Je m'avance vers celui qui me contredit, qui m'instruit. La cause de la vérité devrait être la cause commune à l'un et à l'autre. »

À l'origine, il avait proposé de baptiser l'émission « L'esprit de l'escalier » comme « image de la pensée » au sens où « le dialogue nous entraîne là où ne voulons pas forcément aller, et le monologue qui le suit est encore un dialogue : nul ne pense mieux qu'un sujet détrôné ».  
Répliques réunit ainsi « deux invités [qui] confrontent leurs points de vue sur les grandes — ou petites — questions auxquelles par profession, par curiosité ou par engagement, ils ont été conduits à réfléchir. » Quelques émissions ne comptent qu'un seul invité voire, très exceptionnellement, rassemblent trois invités.

Alain Finkielkraut précise l'intérêt du format radiophonique : 

« J'aime, en effet, la radio : j'arrive avec mes livres, mes fiches, je les déploie sur la table, ce qu'on ne pourrait pas faire à la télévision. À la radio, la liberté vient de l'absence d'image. Les auditeurs ne me demandent pas pourquoi j'ai fait telle ou telle grimace. Ils s'attachent à ce qu'on dit, l'apparence ne capte pas l'attention »

Une nouvelle formule a été inaugurée au cours de la saison 2012-2013, avec l'émission ayant pour titre « Restituer le monde » (diffusée le 9 février 2013), « au cours de laquelle un acteur […] accompagne un auteur dont il choisira des textes lus pendant l'émission » avec André Dussollier. Cette formule est reprise lors de l'émission « La vérité sur l'œuvre de Jean-Philippe Toussaint » (diffusée le 21 décembre 2013) avec Bruno Podalydès.

## Réalisation
Chaque saison, de septembre à juillet, comprend environ 45 émissions. Durant le mois d'août et les fêtes de fin d'année, France Culture rediffuse des émissions de la saison en cours. Depuis la première émission en 1985, Répliques s'ouvre sur un extrait des Variations Goldberg de Jean-Sébastien Bach interprétées par Glenn Gould au piano.
Quelques émissions ont exceptionnellement été enregistrées en dehors de la Maison de la radio, au Salon du livre (émissions du 18 mars 2006 et du 27 mars 2010), au théâtre de l'Odéon (émission du 23 mai 2008), au Forum Libération à Lyon (émission du 19 septembre 2009), au Palais de Tokyo (émission du 7 septembre 2013) et au musée d'art et d'histoire du judaïsme (émission du 19 octobre 2013).

### 30eanniversaire(1985-2015)
À l'occasion du 30e anniversaire de Répliques, l'enregistrement de deux émissions en public prévu le 28 mars 2015 avait dû être annulé à cause de la grève à Radio France en mars-avril 2015. Deux émissions furent finalement enregistrées le 17 novembre 2015 avec pour thèmes « Adieu à l'histoire » avec Régis Debray et « Poésie de la prose française » avec Suzanne Julliard et Fabrice Luchini. Le projet initial prévoyant l'enregistrement des deux émissions en public au Studio 104 de la Maison de la Radio fut annulé en raison des mesures de sécurité prises à la suite des attentats du 13 novembre 2015. Sur la proposition de France Culture, Alain Finkielkraut a sélectionné sept émissions, rediffusées sur le site de France Culture :
- « Le texte et le monde » avec Paul Ricœur et Gérard Genette, diffusée le 4 avril 1987
- « Le concept de Dieu après Auschwitz » avec Paul Ricœur, diffusée le 11 février 1995
- « Marcion et l'héritage du marcionnisme » avec Rémi Brague et Alain Besançon, diffusée le 20 mars 2004
- « D'autres vies que la leur » avec Emmanuel Carrère et Pierre Michon, diffusée le 9 mai 2009
- « Philia » avec Jean-Bertrand Pontalis et Jean Daniel, diffusée le 30 mai 2009
- « Nicki ou l'histoire d'un chien » Pierre Pachet et Claude Habib, diffusée le 29 janvier 2011
- « La République des lettres existe-t-elle encore ? » avec Régis Debray et Marc Fumaroli, diffusée le 4 avril 2015

## Liste des émissions
Sources : site officiel de Radio France et l'INA